# Synagoge (Drážkov)
Koordinaten: 49° 39′ 2,7″ N, 14° 17′ 14,4″ O

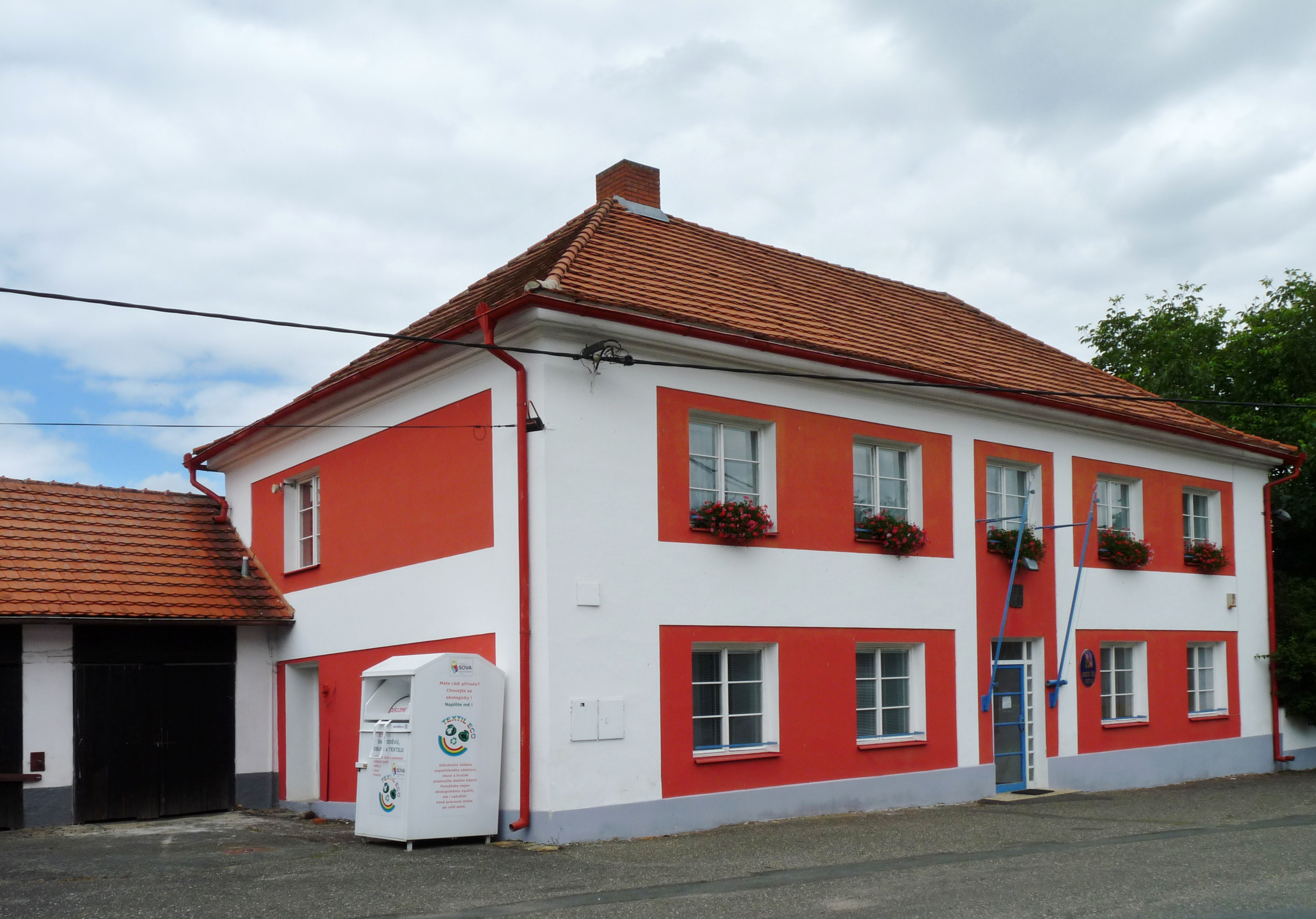
Ehemalige Synagoge in Drážkov

Die Synagoge in Drážkov (deutsch Draschkow), einem Ortsteil der Gemeinde Svatý Jan im tschechischen Okres Příbram der Region Středočeský kraj (deutsch Mittelböhmische Region), wurde in den 1850er Jahren errichtet.
Die profanierte Synagoge dient heute der staatlichen Verwaltung als Bürohaus.